# Xylena lunifera
Xylena lunifera là một loài bướm đêm trong họ Noctuidae.